# Georges Boulanger
Georges Ernest Jean-Marie Boulanger (Rennes, 29 aprile 1837 – Ixelles, 30 settembre 1891) è stato un generale e politico francese. Divenne capo e fondatore del movimento politico del boulangismo che da lui prese il nome.

## Biografia

### I primi anni e la carriera militare
Nato a Rennes, in Bretagna, Boulanger era il minore dei tre figli di Ernest Boulanger (1805-1884), avvocato originario di Bourg-des-Comptes, e di sua moglie Mary-Ann Webb Griffith (1804-1894), nata a Bristol da una famiglia gallese di origini aristocratiche. Suo fratello Ernest entrò come volontario nell'esercito unionista e venne ucciso sul campo nella guerra civile americana. Boulanger si diplomò all'École Spéciale Militaire de Saint-Cyr ed entrò invece nell'esercito francese nel 1856. Combatté dapprima nella seconda guerra d'indipendenza italiana (venne ferito nella presa di Robecchetto, ricevendo la legion d'onore), in Algeria ed in Cocincina, venendo quindi promosso capitano ed istruttore della scuola di Saint-Cyr. Nel corso della guerra franco-prussiana, Georges Boulanger seppe distinguersi per il suo coraggio e venne ben presto promosso al rango di maggiore; venne ferito negli scontri a Champigny-sur-Marne (durante l'assedio di Parigi del 1870). Successivamente si impegnò nella repressione della Comune di Parigi nell'aprile-maggio del 1871. Venne ferito una terza volta mentre guidava le sue truppe all'assedio del Panthéon e venne promosso commendatore della legion d'onore dal presidente Patrice de MacMahon.
Grazie all'appoggio del suo diretto superiore, Enrico d'Orléans (incidentalmente uno dei figli dell'ex re Luigi Filippo di Francia), Boulanger venne promosso generale di brigata nel 1880 e nel 1882 fu nominato ispettore della Fanteria al Ministero della Guerra, cosa che gli permise di farsi un nome come riformatore militare grazie all'appoggio del ministro della guerra Jean-Baptiste Billot. Nel 1884 venne assegnato al comando dell'armata che occupava Tunisi, ma venne richiamato a causa delle differenze d'opinione con Pierre-Paul Cambon, funzionario politico della città. Ritornato a Parigi iniziò a prendere parte alla vita politica sotto l'egida di Georges Clemenceau e del Partito Radicale. Nel gennaio 1886, quando Freycinet venne portato al potere grazie al sostegno del leader radicale, a Boulanger venne affidato l'incarico di Ministro della Guerra.

### Ministro della guerra

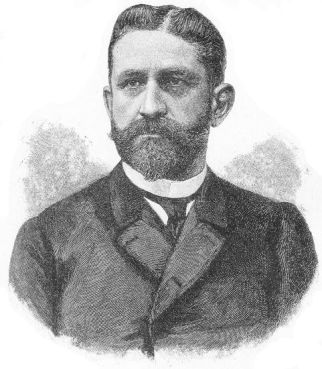
Boulanger nelle vesti di ministro della guerra

Fu al Ministero della Guerra che Boulanger ottenne notorietà. Egli introdusse delle riforme a vantaggio dei soldati e si appellò al desiderio francese di rivincita contro l'Impero tedesco al punto da guadagnarsi il soprannome di general Revanche ("generale Vendetta"). Placò quindi con la forza gli scioperi scoppiati a Decazeville. Facendo ciò, finì per essere visto come l'uomo destinato a portare avanti tale rivincita. A questo comportamento si aggiunse anche il fatto che Filippo, conte di Parigi, uno dei possibili eredi al trono di Francia agli occhi dei monarchici orleanisti, sposò Amelia, figlia del re Carlo I del Portogallo. Il parlamento francese, per tutelare la repubblica da altri possibili colpi di stato di stile filo-monarchico, passò una legge con la quale tutti i possibili pretendenti alla corona francese vennero banditi dalla Francia. Boulanger ebbe il compito di comunicare al duca d'Aumale la sua espulsione contestuale dall'esercito francese.
Come ministro della guerra si interessò molto anche all'armamento dei soldati francesi, facendo pressione affinché venisse adottato in soli cinque mesi l'uso di un nuovo fucile d'ordinanza, il Poudre B sviluppato da P. Vielle che era tecnicamente rivoluzionario in quanto non produceva fumo.
Con la sconfitta politica di Freycinet, nel dicembre 1886, venne confermato ministro da René Goblet, ma fu costretto ad andarsene nel 1887 e in seguito fu anche privato del suo comando nell'esercito, per via di accuse di insubordinazione a seguito del richiamo autonomo che fece di 70.000 uomini dopo lo scoppio dell'affare Schnæbelé (coi quali forse sperava di innescare un nuovo conflitto con la Germania). Boulanger però venne prontamente eletto alla Camera, con un programma che chiedeva la riforma della costituzione.
Alla Camera faceva parte della minoranza, e le sue azioni furono dirette al mantenimento della sua immagine pubblica. Né il suo fallimento come oratore, né la sua sconfitta in un duello con il Presidente del Consiglio in carica, Floquet, ridussero l'entusiasmo del suo seguito popolare. Durante il 1888 la sua personalità fu la caratteristica dominante della politica francese, e quando rassegnò il suo seggio come protesta contro il ricevimento avuto alla Camera dalle sue proposte revisioniste, gli elettori gareggiarono l'uno contro l'altro per sceglierlo come loro rappresentante.

### Il "boulangismo"
Boulanger acquisì per contro sempre più consensi man mano che il governo tentava di ostacolarlo. Quando venne spostato dalla regione di Parigi ed inviato in provincia con la nomina a comandante delle truppe di stanza a Clermont-Ferrand, l'8 luglio, giorno previsto per la sua partenza, una folla di quasi diecimila persone affollò la Gare de Lyon coprendo il treno col quale era in partenza di volantini con la scritta "Il reviendra" ("Tornerà"), segno del notevole consenso di popolo che aveva saputo ottenere negli anni.
Negli anni del suo impegno politico a Parigi, infatti, Boulanger aveva creato un vero e proprio movimento politico che divenne noto col nome "boulangismo" in suo onore. Questo era un partito estremamente eclettico che era stato in grado di capitalizzare le frustrazioni dei conservatori francesi, rievocando i tre principi di Revanche ("vendetta", nei confronti della Germania che aveva sconfitto la Francia nella guerra franco-prussiana), Révision ("revisione" della costituzione) e Restauration (ritorno della monarchia). Immediatamente il nuovo movimento aveva trovato l'adesione di alcune figure di spicco come il conte Arthur Dillon, Alfred Joseph Naquet, Anne de Rochechouart de Mortemart (duchessa di Uzès, che finanziò il movimento), Arthur Meyer, Paul Déroulède (e la sua Ligue des Patriotes).
Il "movimento" Boulangista continuò a marciare a pieno ritmo. I bonapartisti si erano collegati al generale, e anche il Conte di Parigi incoraggiò i suoi seguaci ad appoggiarlo. Il suo nome era il tema della canzone popolare C'est Boulanger qu'il nous faut. Boulanger e il suo cavallo nero divennero gli idoli della popolazione parigina e il generale venne invitato a correre per la presidenza. Accettò.
L'ambizione personale di Boulanger gli alienò ben presto i suoi sostenitori repubblicani, che vedevano in lui un potenziale dittatore militare. Diversi monarchici comunque gli diedero sostegno finanziario, anche se Boulanger si vedeva come un futuro dittatore, più che come un restauratore della monarchia.

### La caduta
Nel gennaio 1889, un colpo di Stato sembrava possibile, dato che Boulanger era ormai divenuto una minaccia alla repubblica parlamentare e che i suoi sostenitori facevano sempre più pressione perché si agisse a rovesciare il governo francese che sembrava non voler seguire lo spirito del generale nel propugnare la guerra contro la Germania. Se si fosse messo immediatamente alla testa di una rivolta avrebbe potuto effettuare il coup d'état su cui avevano lavorato i cospiratori, e avrebbe potuto governare la Francia, ma il momento propizio passò. Poco dopo il governo francese emise nei suoi confronti un mandato di arresto per tradimento. Tra lo stupore dei suoi amici, il 1º aprile fuggì da Parigi prima che il mandato venisse eseguito, andando prima a Bruxelles e poi a Londra.

### La tragica fine

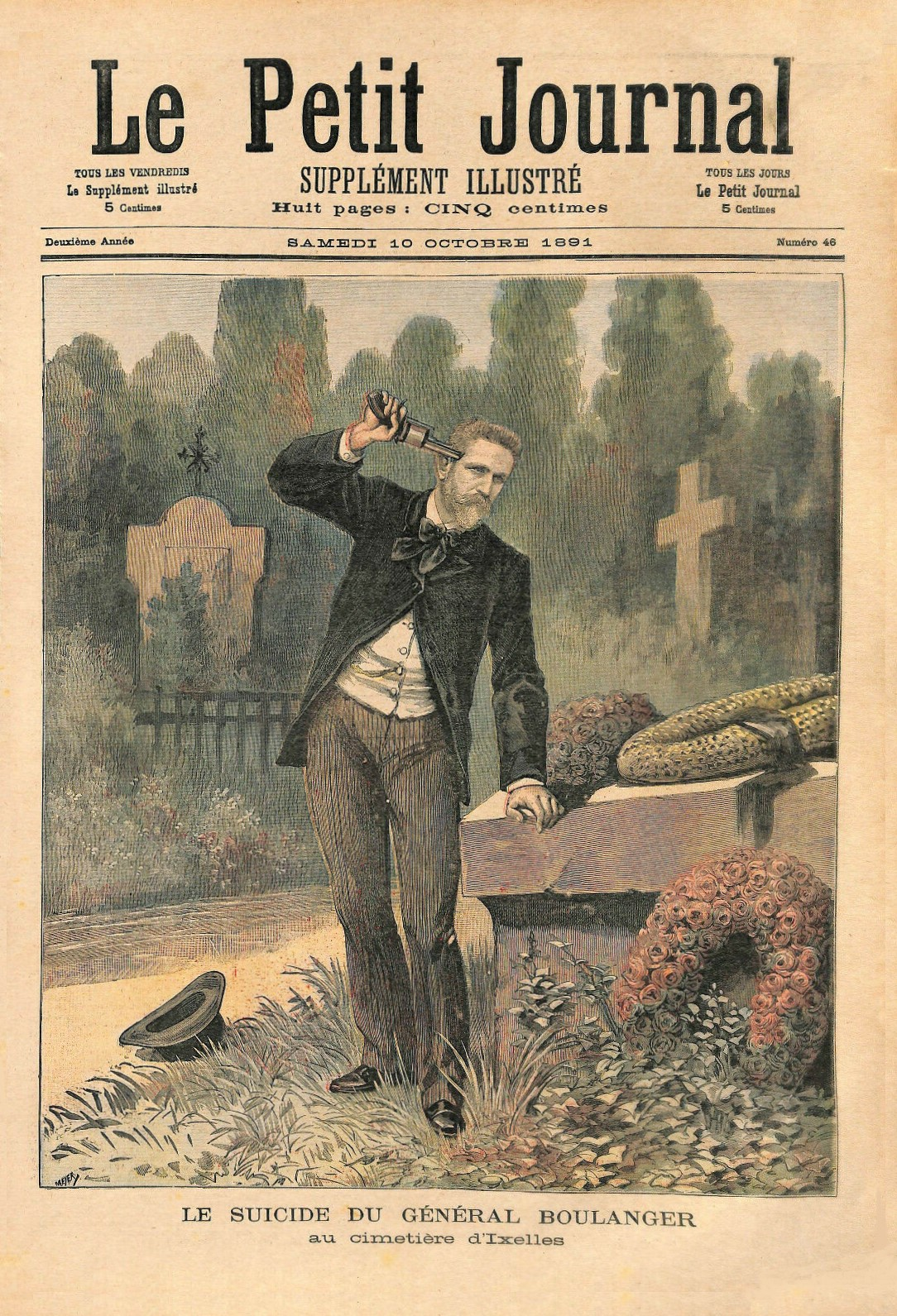
Il suicidio di Boulanger sulla tomba dell'amante a Ixelles, illustrazione su Le Petit Journal (10 ottobre 1891)

Dopo la fuga, il sostegno di cui godeva si ridusse, e i boulangisti vennero sconfitti nelle elezioni generali del luglio 1889. Lo stesso Boulanger, essendo stato processato e condannato in contumacia per tradimento, andò a vivere sull'Isola di Jersey (sulla Manica), prima di tornare al Cimitero di Ixelles, a Bruxelles, nel settembre 1891, per suicidarsi con un colpo di pistola alla testa sulla tomba della sua amante, Madame de Bonnemains (nata Marguerite Brouzet), che era morta nel luglio precedente. Boulanger venne sepolto nello stesso cimitero.